# ボンガニ・ズング
ボンガニ・ズング（Bongani Zungu、1992年10月9日 - ）は、南アフリカ共和国のサッカー選手。ポジションはMF。レンジャーズFC所属。南アフリカ代表。

## 経歴
2013年夏、他2選手と共にユニヴァーシティ・オブ・プレトリアFCからマメロディ・サンダウンズに入団した。
2016年1月20日、ヴィトーリアSCの入団が内定した。11日後のマリッツバーグ・ユナイテッド戦で脛を骨折するも、クラブは5月にプレミアサッカーリーグ優勝を果たした。